# Carolina de Saxe-Hildburghausen
Carolina de Saxe-Hildburghausen (4 de Dezembro de 1761 - 10 de Janeiro de 1790) foi uma princesa de Saxe-Hildburghausen, um dos ducados Ernestinos da Alemanha.

## Vida
Carolina era filha de Ernesto Frederico III, Duque de Saxe-Hildburghausen e da sua terceira esposa, a princesa Ernestina Augusta de Saxe-Weimar. Era irmã mais velha da princesa Sofia de Saxe-Hildburghausen, casada com Francisco, Duque de Saxe-Coburgo-Saalfeld. Sofia morreu pouco depois do casamento, mas o seu marido voltou a casar-se e foi pai de alguns dos príncipes e princesas mais conhecidos do século XIX na Europa, nomeadamente a princesa Juliana de Saxe-Coburgo-Saalfeld, casada com o grão-duque Constantino Pavlovich da Rússia, Ernesto I, Duque de Saxe-Coburgo-Gota, e a princesa Vitória de Saxe-Coburgo-Saalfeld, mãe da rainha Vitória da Grã-Bretanha.
Pelo lado do seu irmão mais novo, Frederico, Duque de Saxe-Altemburgo, era tia da princesa Teresa de Saxe-Hildburghausen, que se viria a tornar rainha da Baviera graças ao seu casamento com o rei Luís I da Baviera.
A 13 de Março de 1778, Carolina casou-se com o seu tio, o príncipe Eugénio de Saxe-Hildburghausen, irmão mais novo do seu pai. Na altura, os dois foram viver para a corte de Hohenlohe-Neuenstein, cuja primeira-dama era a tia de Carolina, a princesa Amália de Saxe-Hildburghausen. Nunca tiveram filhos.
Carolina morreu em Öhringen, a 10 de Janeiro de 1790, aos vinte-e-oito anos de idade.

## Genealogia
| Carolina de Saxe-Hildburghausen | Pai: Ernesto Frederico III, Duque de Saxe-Hildburghausen | Avô paterno: Ernesto Frederico II, Duque de Saxe-Hildburghausen | Bisavô paterno: Ernesto Frederico I, Duque de Saxe-Hildburghausen        |
| Carolina de Saxe-Hildburghausen | Pai: Ernesto Frederico III, Duque de Saxe-Hildburghausen | Avô paterno: Ernesto Frederico II, Duque de Saxe-Hildburghausen | Bisavó paterna: Sofia Albertina de Erbach-Erbach                         |
| Carolina de Saxe-Hildburghausen | Pai: Ernesto Frederico III, Duque de Saxe-Hildburghausen | Avó paterna: Carolina de Erbach-Fürstenau                       | Bisavô paterno: Filipe Carlos, Conde de Erbach-Fürstenau                 |
| Carolina de Saxe-Hildburghausen | Pai: Ernesto Frederico III, Duque de Saxe-Hildburghausen | Avó paterna: Carolina de Erbach-Fürstenau                       | Bisavó paterna: Carlota Amália de Kunowitz                               |
| Carolina de Saxe-Hildburghausen | Mãe: Ernestina Augusta de Saxe-Weimar                    | Avô materno: Ernesto Augusto I, Duque de Saxe-Weimar-Eisenach   | Bisavô materno: João Ernesto III, Duque de Saxe-Weimar                   |
| Carolina de Saxe-Hildburghausen | Mãe: Ernestina Augusta de Saxe-Weimar                    | Avô materno: Ernesto Augusto I, Duque de Saxe-Weimar-Eisenach   | Bisavó materna: Sofia Augusta de Anhalt-Zerbst                           |
| Carolina de Saxe-Hildburghausen | Mãe: Ernestina Augusta de Saxe-Weimar                    | Avó materna: Sofia Carlota de Brandemburgo-Bayreuth             | Bisavô materno: Jorge Frederico Carlos, Marquês de Brandemburgo-Bayreuth |
| Carolina de Saxe-Hildburghausen | Mãe: Ernestina Augusta de Saxe-Weimar                    | Avó materna: Sofia Carlota de Brandemburgo-Bayreuth             | Bisavó materna: Doroteia de Schleswig-Holstein-Sonderburg-Beck           |